# Wilhelm Meyer (1880–1957)
Wilhelm Meyer, född 1 september 1880 i Stockholm, död 15 maj 1957 i Stockholm, var en svensk målare och grafiker.
Han var son till tobaksfabrikören i Bremen Johan Carl Wilhelm Meyer och Anna Catharina Balke och från 1912 gift med Jenny Charlotta Forsberg. Meyer studerade vid Tekniska skolan i Stockholm 1900-1905 och var efter studierna verksam som litograf fram till 1912. Han blev därefter heltidskonstnär flera av hans stadsbilder från Stockholm räknas i dag som betydelsefulla ur topografiskt och dokumentärt intresse. Han medverkade i utställningar på Liljevalchs konsthall. Hans konst består av interiörer, porträtt, barnskildringar, stadsbilder och landskap från Stockholms skärgård samt västkusten utförda i olja eller akvarell. Han utförde även en stor mängd affischer, jul- och nyårskort. 